# Omar Hassanein
Omar Hassanein, né le 29 décembre 1976, est un joueur australien de rugby à XV évoluant au poste de deuxième ligne ou troisième ligne aile (1,98 m pour 118 kg).
Il n'a pas connu de sélection en équipe nationale, si ce n'est en tant que remplaçant pour l'Australie A ou les Barbarians australiens (en 2001, 2002).

## Carrière
- 2003 : Waratahs
- 2006 : Tarbes Pyrénées
- 2007 : Petrarca Rugby Padoue